# 林かおり
林 かおり（はやし かおり、1953年 - ）は富山県・高岡市出身、アメリカ合衆国・カリフォルニア州在住のノンフィクション作家。
カリフォルニア州立大学ジャーナリズム学部で修士号を取得後、読売新聞米国版・西海岸版通信員など、在米の新聞社やラジオ局で勤務した後に、日米を往復しながらノンフィクション作家として活動。2002年の『戦争花嫁』が話題を呼ぶ。

## 著書
- 『正義は我に在り - 在米・日系ジャーナリスト群像』（社会評論社、1995年）共著
- 『日系ジャーナリスト物語 - 海外における明治の日本人群像』（信山社出版、1997年）
- 『A History of The Rafu Shimpo: Japanese and Their Newspaper in Los Angeles』（Union Services, 1997年）
- 『アメリカの女 日本の女：カリフォルニア通信』（北國新聞社、2000年）
- 『戦争花嫁：国境を越えた女たちの半世紀』（芙蓉書房出版、2002年）共著
- 『私は戦争花嫁です：アメリカとオーストラリアで生きる日系国際結婚親睦会の女たち』（北國新聞社、2005年）
- 『北米の小さな博物館：「知」の世界遺産』（彩流社、2006年）共著
- 『Japanese War Brides in America: An Oral History』（Praeger、2009年11月予定）共著